# Sugar Creek (Misuri)
Sugar Creek es una ciudad ubicada en el condado de Jackson en el estado estadounidense de Misuri. En el Censo de 2010 tenía una población de 3345 habitantes y una densidad poblacional de 114,07 personas por km².

## Geografía
Sugar Creek se encuentra ubicada en las coordenadas 39°8′22″N 94°24′31″O / 39.13944, -94.40861. Según la Oficina del Censo de los Estados Unidos, Sugar Creek tiene una superficie total de 29.32 km², de la cual 27.29 km² corresponden a tierra firme y (6.94%) 2.04 km² es agua.

## Demografía
Según el censo de 2010, había 3345 personas residiendo en Sugar Creek. La densidad de población era de 114,07 hab./km². De los 3345 habitantes, Sugar Creek estaba compuesto por el 90.85% blancos, el 2.45% eran afroamericanos, el 0.54% eran amerindios, el 0.57% eran asiáticos, el 0.63% eran isleños del Pacífico, el 2.42% eran de otras razas y el 2.54% pertenecían a dos o más razas. Del total de la población el 7.06% eran hispanos o latinos de cualquier raza.